# Њуарк (Мисури)
Њуарк (енгл. Newark) град је у америчкој савезној држави Мисури.

## Демографија
По попису из 2010. године број становника је 94, што је 6 (-6,0%) становника мање него 2000. године.
| Група             | 2000.      | 2010.      |
| Белци             | 99 (99,0%) | 84 (89,4%) |
| Афроамериканци    | 0 (0,0%)   | 2 (2,1%)   |
| Азијати           | 1 (1,0%)   | 0 (0,0%)   |
| Хиспаноамериканци | 0 (0,0%)   | 1 (1,1%)   |
| Укупно            | 100        | 94         |